# Danyło Knysz
Danyło Serhijowycz Knysz, ukr. Данило Сергійович Книш (ur. 3 marca 1996 w Arcyzie, w obwodzie odeskim) – ukraiński piłkarz występujący na pozycji pomocnika w ukraińskim klubie Bukowyna Czerniowce.

## Kariera klubowa
Wychowanek klubów Monolit Illicziwśk i Dynamo Kijów, barwy których bronił w juniorskich mistrzostwach Ukrainy (DJuFL). Karierę piłkarską rozpoczął 8 września 2012 roku w juniorskiej drużynie juniorskiej Dynama Kijów U-17. W marcu 2017 roku podpisał kontrakt ze Stalą Kamieńskie, w barwach którego 16 lipca 2017 zadebiutował w Premier-lidze w wygranym 1:0 meczu z Zorią Ługańsk. Kolejne dwa sezony spędził w FK Kałusz. 15 czerwca 2020 roku został zawodnikiem FK Mynaj, z którym awansował do Premier-lihi. 8 lipca 2022 zasilił skład Metalista Charków. 26 stycznia 2023 został wypożyczony do Karpat Lwów. 25 lipca 2023 podpisał kontrakt z Nywą z Buzowej. 8 stycznia 2024 przeszedł do Bukowyny Czerniowce.

## Kariera reprezentacyjna
Występował w juniorskich reprezentacjach U-17 i U-19.

## Sukcesy

### Sukcesy klubowe
FK Mynaj
- mistrz Ukraińskiej Pierwszej Ligi: 2019/20